# Mendham (Saskatchewan)
Mendham es un pueblo canadiense situado en la provincia de Saskatchewan.

## Superficie
Mendham tiene una superficie de 0,59 km².

## Demografía
En 2021, tenía 25 habitantes, una densidad poblacional de 42,3 hab./km², y 17 viviendas.